# Nestor (mythologie)

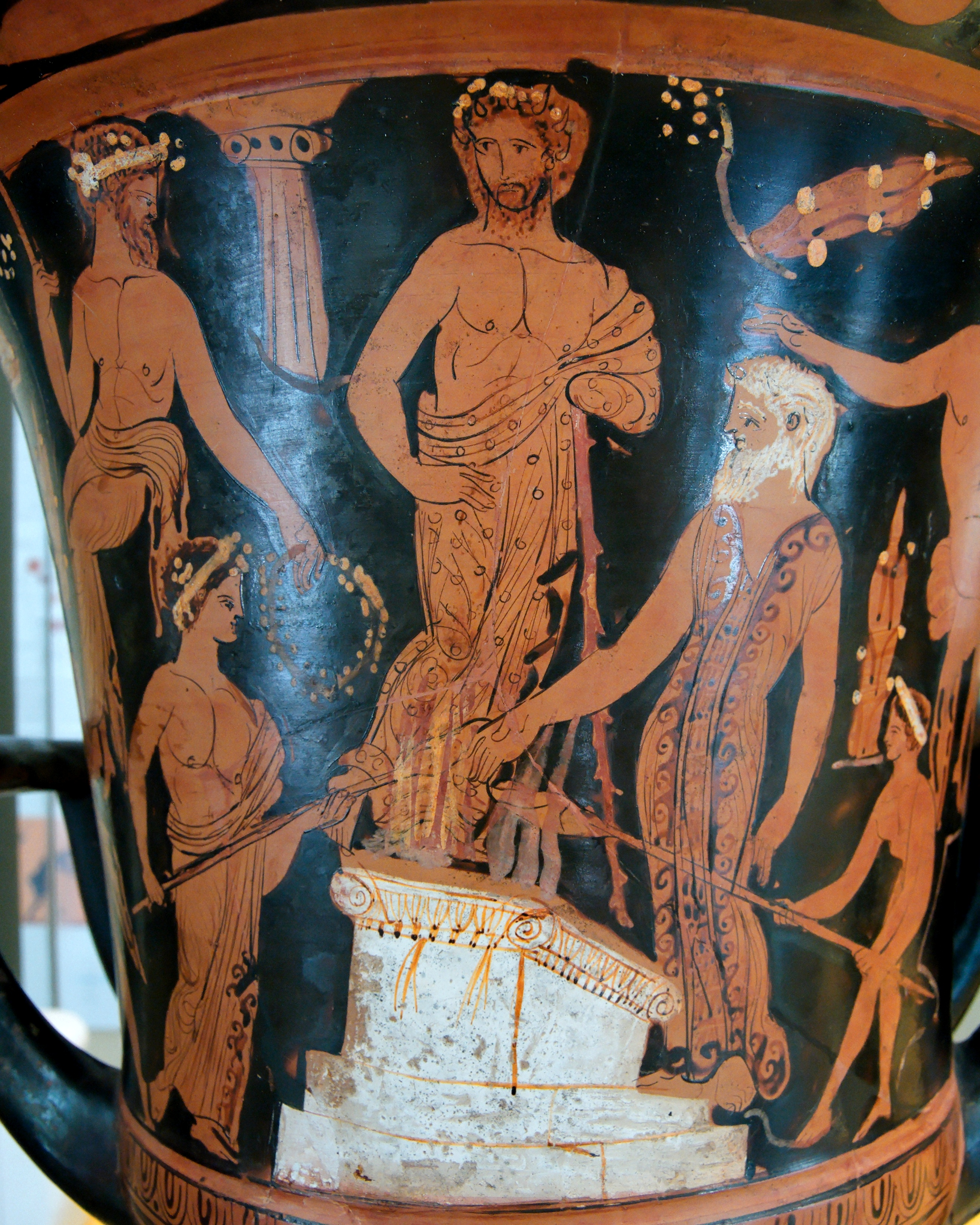
Nestor en zijn zonen offeren aan Poseidon

Nestor (Oudgrieks: Νέστωρ Γερήνιος, Nestōr Gerēnios) is in de werken van Homerus de koning van Pylos en zoon van Neleus. Op hoge leeftijd nam hij nog deel aan de oorlog tegen Troje, waar hij, als de oudste en meest ervaren onder de Griekse vorsten, beschouwd werd als hun algemeen gewaardeerde en gerespecteerde raadsman, vermaard om zijn wijze woorden en gedachten. Over jongere jaren van deze wijze man komt men in de Ilias slechts weinig te weten. In de volgende passage uit boek VII van de Ilias rept hij over zijn grootse daden uit eerdere tijden waaruit blijkt dat hij op jongere leeftijd een groot krijgsman moet zijn geweest:
Maar mijn stoutmoedig hart dreef mij tot de strijd, een waagstuk; want ik was de jongste van allen. Ik vocht tegen hem en Athene gaf mij de zege. Hij was de langste en sterkste held, die ik ooit heb gedood. Hij leek wel een reus in lengte en breedte, toen hij daar stuiptrekkend lag. Ja, mocht ik zo jong nog zijn en mijn kracht nog ongeschokt. Dan had de helmboswuivende Hektor spoedig zijn tegenstander gevonden. Maar gij, de besten van alle helden der Grieken, gij zijt niet van zins om tegen Hektor te strijden!
Dit is een verwijt aan de Griekse helden omdat zij niet de strijd aan durven te gaan met de Trojaanse held Hektor. In deze uitspraak vertelt Nestor over zijn vroegere daden. Hij vindt het schandelijk dat niemand de strijd aan durft te gaan. Uiteindelijk zorgde dit ervoor dat de Griekse helden bewogen worden om toch de strijd aan te gaan tegen Hektor.
Zijn naam werd spreekwoordelijk voor de oudste en eerbiedwaardigste persoon in een vereniging of gezelschap. Hij was ook een van de argonauten die onder leiding van Jason het gulden vlies gingen halen.
Nestor was getrouwd met Eurydike, een naamgenote van de vrouw van Orpheus. Na haar dood trouwde hij met Anaxibia, de zuster van Agamemnon. Uit beide huwelijken had hij verscheidene kinderen, waaronder Peisistratos en Antilochus.
Het paleis Pylos in de omgeving van Messenia staat in de werken van Homerus zeer hoog aangeschreven. Vooral de 'gouden bokalen' zijn door heel Griekenland befaamd. Archeologisch onderzoek heeft later kunnen aantonen dat de rijke legende van dit paleis daadwerkelijk ergens op gebaseerd is. Vele drinkbekers en ander proviand heeft men in de buurt van het paleis teruggevonden, alsmede tabletten met het lineair-B alfabet.

## Trivia
- De elektronische leeromgeving van de Rijksuniversiteit Groningen heet Nestor.
- De naam Nestor wordt ook gebruikt om een schrandere, eerbiedwaardige grijsaard aan te duiden.
- In studentenkringen wordt de term nestor veelvuldig gebruikt om de huisoudste van een studentenhuis aan te duiden.